# OTRS
OTRS (англ. Open source Ticket Request System) — система відстеження запитів клієнтів, призначена для вирішення таких завдань, як забезпечення роботи служби технічної підтримки (help desk), управління відповідями на запити клієнтів (телефонні дзвінки, email), координування надання корпоративних IT-сервісів (підтримується ITILv3), управління заявками в службі продажів і фінансових службах.
Код написаний на мові Perl і поширюється в рамках ліцензії AGPL.

## Виноски
1. ↑  Release 6.0.30 — 2020.
2. ↑  IT Service Management Software. OTRS. OTRS. Архів оригіналу за 6 липня 2013. Процитовано 9 червня 2012.